# Occapes hinzi
Occapes hinzi är en stekelart som beskrevs av Jussila 1996. Occapes hinzi ingår i släktet Occapes och familjen brokparasitsteklar. Inga underarter finns listade i Catalogue of Life.